# Tokiharu Abe
Tokiharu Abe (3 de abril de 1911, Tokio-9 de agosto de 1996, Tokio) fue un ictiólogo japonés. Trabajó para el Museo de la Universidad de Tokio. Abe se hizo famoso por estudios taxonómicos de los peces globo (Tetraodontidae, Teleostei) del Este de Asia, en particular el género Takifugu, que él mismo describió en 1949. También ha descrito más especies como Sagamichthys abei, Centroscyllium kamoharai, y Fugu obscurus. Además, algunas especies, como Pao abei y Chaunax abei fueron llamadas en su honor. Abe fue un miembro extranjero honorario de la Sociedad Americana de Ictiólogos y Herpetólogos.
Murió en 1996 producto de una hemorragia cerebral en un hospital en Tokio.

## Taxones
Algunos géneros y especie de los que Tokiharu Abe es autor:
- Takifugu Abe, 1949
- Takifugu chinensis (Abe, 1949) (o Sphoeroides rubripes chinensis)
- Takifugu obscurus (Abe, 1949)
- Tokudaia osimensis (Abe, 1934)
- Centroscyllium kamoharai Abe, 1966
- Takifugu obscurus (Abe 1949) (o Sphoeroides ocellatus obscurus)

## Abreviatura (zoología)
La abreviatura Abe  se emplea para indicar a Tokiharu Abe como autoridad en la descripción y taxonomía en zoología.